# Măliniș
Măliniș – wieś w Rumunii, w okręgu Braszów, w gminie Hârseni. W 2011 roku liczyła 112 mieszkańców.